# Sandro Mariátegui Chiappe
Sandro Tiziano Romeo Mariátegui Chiappe (* 5. Dezember 1921 in Rom; † 28. September 2013 in Lima) war ein peruanischer Politiker der Acción Popular (AP), der unter anderem zwischen April und Oktober 1984 Premierminister war.

## Leben

### Rechtsanwalt, Abgeordneter und Minister in der ersten Regierung Belaúnde Terry
Sandro Tiziano Romeo Mariátegui Chiappe war der Sohn des Journalisten, Autors, Philosophen und Politikers der Partido Socialista Peruano (PSP), José Carlos Mariátegui (1894–1930) und dessen Ehefrau, der aus Italien stammenden Verlegerin und Kommunalpolitikerin Anna Chiappe (1898–1990). Sein jüngerer Bruder war der Psychiater und Intellektuelle Javier Mariátegui Chiappe (1928–2008). Er zog 1923 mit seinen Eltern nach Peru und absolvierte nach dem Schulbesuch ein Studium der Rechtswissenschaften an der Päpstlichen Katholischen Universität von Peru und war nach dessen Abschluss als Rechtsanwalt tätig. Er war Mitglied der Nationalen Front der Demokratischen Jugend (Frente Nacional de Juventudes Democráticas), die Fernando Belaúnde Terry 1956 für die Präsidentschaftswahlen nominierte. Nach der Wahlniederlage gründete Belaúnde Terry am 7. Juli 1956 die Partei Volksaktion AP (Acción Popular), dessen Mitglied Mariátegui wurde.
Am 27. Juli 1963 wurde Mariátegui für die AP zum Mitglied des Kongresses (Congreso de la República del Perú) gewählt und vertrat in diesem bis zum Militärputsch am 2./3. Oktober 1968 den Wahlkreis Lima.
Als Nachfolger von Carlos Morales Macchiavello übernahm Mariátegui Chiappe am 15. September 1965 in der Regierung von Staatspräsident Belaúnde Terry im Kabinett von Premierminister Daniel Becerra de la Flor den Posten als Minister für Finanzen und Handel (Ministro de Hacienda y Comercio) und hatte diesen bis zu seiner Ablösung durch Tulio de Andrea Marcazzolo am 7. September 1967 inne. Nach dem Militärputsch am 2./3. Oktober 1968 wurde er verfolgt, verhaftet und durch die Straßen der Innenstadt von Lima geführt. Mit der Rückkehr der verfassungsmäßigen Regierung übernahm er 1982 den Vorsitz des Senats.

### Senator, Senatspräsident und Premierminister in der zweiten Regierung Belaúnde Terry
Nach der Rückkehr zur Demokratie wurde Sandro Mariátegui Chiappe am 27. Juli 1980 auf dem vierten Listenplatz der AP zum Mitglied des Senats (Senado de la República del Perú) gewählt und gehörte diesem bis zur Auflösung des Parlaments durch Staatspräsident Alberto Fujimori am 5. April 1992 an, wobei er zuletzt 1990 auf dem zwölften Platz der Liste des von der AP unterstütztem Wahlbündnis FREDEMO (Frente Democrático) gewählt wurde. Am 26. Juli 1982 übernahm er als Nachfolger von Javier Alva Orlandini das Amt als Präsident des Senats und bekleidete dieses bis zum 26. Juli 1983, woraufhin Ricardo Monteagudo seine Nachfolge antrat.
Am 10. April 1984 ernannte Staatspräsident Fernando Belaúnde Terry ihn während dessen zweiter Amtszeit als Nachfolger von Fernando Schwalb López Aldana zum Premierminister (Presidente del Consejo de Ministros) und bekleidete dieses Amt bis zum 12. Oktober 1984, woraufhin Luis Pércovich neuer Premierminister wurde. In seinem Kabinett übernahm er zudem zwischen dem 10. April und dem 12. Oktober 1984 in Personalunion das Amt des Außenministers (Ministro de Relaciones Exteriores). Für seine Verdienste wurde er zum Großoffizier des Orden El Sol del Perú ernannt sowie später mit dem Großkreuz dieses Ordens ausgezeichnet.
Sandro Mariátegui Chiappe war drei Mal verheiratet. Aus seiner Ehe mit Gladys Cristina Aragón Cuadros gingen die beiden Söhne Carlos Tiziano Mariátegui Aragón und Sandro José Mariátegui Aragón hervor, während aus seiner Ehe mit María Victoria Rojas Guerra die Tochter María Angélica Mariátegui Rojas stammte. Die Ehe mit Regina Matilde de Zela Hurtado blieb kinderlos. Er verstarb an den Folgen eines Kreislaufstillstandes und wurde nach seinem Tode auf dem Cementerio Presbítero Matías Maestro in Lima beigesetzt.

## Hintergrundliteratur
- HISTORIA DE LA PRESIDENCIA DEL CONSEJO DE MINISTROS: TOMO II (1956-2016) (Memento vom 12. Oktober 2016 im Internet Archive)